# Black story (La historia negra de Peter P. Peter)
Black story (La historia negra de Peter P. Peter) es una película española de comedia estrenada en 1971, dirigida por Pedro Lazaga y protagonizada en los papeles principales por José Luis López Vázquez y Analía Gadé.
Por su papel de Rosita en el film, Josele Román logró el galardón la mejor actriz de reparto en los premios del Sindicato Nacional del Espectáculo de 1971.

## Sinopsis
Pedro es un novelista de éxito que escribe novelas policiacas con el seudónimo de Peter P. Peter. Después de enviudar se casa de nuevo con Beatriz, que también es viuda reciente. Su nueva vida matrimonial resulta ser un infierno, ya que su mujer le hace la vida imposible y él se ha enamorado locamente de su secretaria Carlota. La experiencia que le han dado sus novelas lo lleva a urdir un plan para envenenar a su nueva esposa, pero ella también planea matarlo a él para casarse con Jerónimo.

## Reparto
- Analía Gadé como Beatriz / Dorotea
- José Luis López Vázquez como Pedro Ortuza / Peter P. Peter
- Mari Carmen Prendes como Tía Ágata
- Paca Gabaldón como Carlota
- Josele Román como Rosita
- Rafael Alonso como Jorge
- Licia Calderón como Asunción
- Manuel de Blas como Jerónimo
- Manuel Summers como Pepe
- María Elena Arpón como Novia de Pepe
- Goyo Lebrero como Paralítico
- Lola Lemos como Enfermera
- Erasmo Pascual
- Rosa Fontana